# Jade Ewen
Jade Almarie Louise Ewen (født 24. januar 1988 i London, Storbritannien) er en engelsk sangerinde og skuespiller. Hun vandt den britiske udtagelseskonkurrence til Eurovision Song Contest 2009 og blev nummer fem ved den internationale konkurrence. Pr. september 2009 er hun medlem af pigegruppen Sugababes.

## Tv og film
- The Bill
- Casualty
- Out There
- Mr Harvey Lights Candles
- Myths

1. ↑  "Sugababes – News, Sugababes Statement Monday 21st September". Arkiveret fra originalen 26. september 2009. Hentet 22. september 2009.